# Gornja Trebinja
Gornja Trebinja – wieś w Chorwacji, w żupanii karlowackiej, w mieście Karlovac. W 2011 roku liczyła 169 mieszkańców.